# Großer Preis der USA Ost 1978
Der Große Preis der USA Ost 1978 (offiziell XXI Toyota United States Grand Prix) fand am 1. Oktober auf dem Watkins Glen Grand Prix Race Course in Watkins Glen statt und war das 15. Rennen der Automobil-Weltmeisterschaft 1978.

## Berichte

### Hintergrund

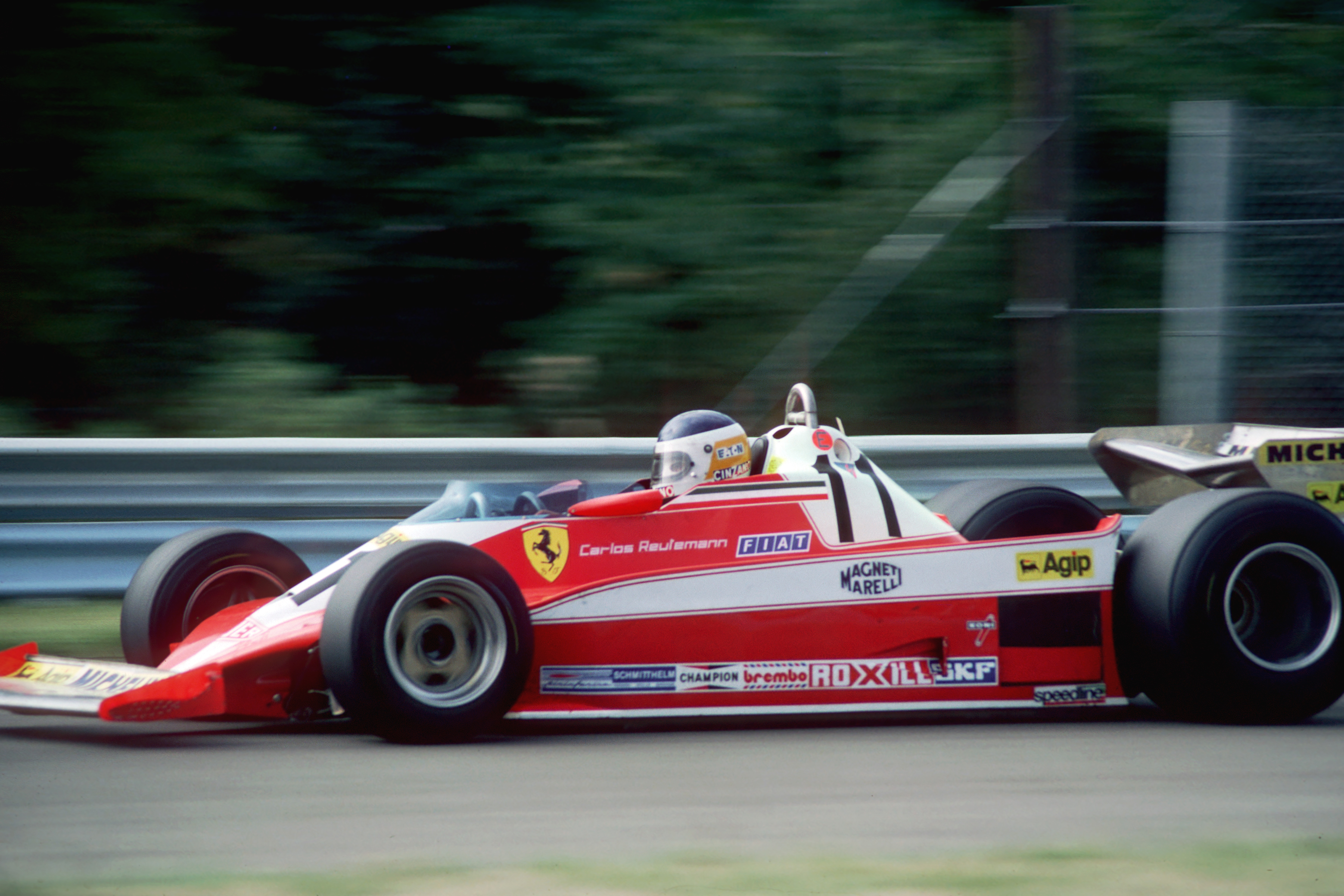
Carlos Reutemann auf seiner Siegesfahrt im Ferrari 312T3

Drei Wochen nach dem Massenunfall beim Großen Preis von Italien, an dessen Folgen Ronnie Peterson verstorben war, trat sein Lotus-Teamkollege Mario Andretti bereits als amtierender Weltmeister zu seinem Heimrennen in den USA an.
Da zum damaligen Zeitpunkt Riccardo Patrese als Auslöser des Unfalls angesehen wurde, versuchten manche Mitglieder der GPDA, den Veranstalter des US-Grand-Prix zu überzeugen, den Italiener von dem Rennen auszuschließen, was ihnen schließlich gelang. Patrese setzte sich dagegen zur Wehr, indem er versuchte, gerichtlich das gesamte Rennwochenende in Watkins Glen verbieten zu lassen. Dieser Vorstoß wurde abgelehnt, Patrese blieb ausgeschlossen und sein Team Arrows trat lediglich mit dem Fahrzeug von Rolf Stommelen an, für welchen es das 54. und letzte Rennen werden sollte.
Erst einige Jahre später konnte anhand von Videoaufnahmen des Unfalls belegt werden, dass in Wirklichkeit James Hunt der hauptsächliche Verursacher der Katastrophe war. Dieser gehörte zu denjenigen Piloten, die Patreses Teilnahme am US-Grand-Prix unbedingt verhindern wollten.
Die Lücke, die Peterson beim Lotus Team hinterließ, wurde kurzfristig mit Jean-Pierre Jarier geschlossen, der nach seinem Ausstieg bei ATS auf der Suche nach einem neuen Cockpit war. Jariers ehemaligen Stammplatz nahm Keke Rosberg ein, der zur Saisonmitte bereits dreimal für das deutsche Team angetreten war. Er durfte nun den ersten Renneinsatz des neuen Wagens mit der Bezeichnung D1 absolvieren.
Da mit Vittorio Brambilla und Rupert Keegan beide Surtees-Stammfahrer verletzungsbedingt ausfielen (ersterer durch den Massenunfall in Monza, letzterer bereits im Warm-Up zum Großen Preis der Niederlande), musste das Team mit einer völlig neuen Fahrerbesetzung antreten, die sich aus dem italienischen Debütanten Beppe Gabbiani sowie dem Franzosen René Arnoux zusammensetzte, dessen bisheriges Team Automobiles Martini sein Formel-1-Projekt nach nur sieben Teilnahmen eingestellt hatte. Das Privatteam BS Fabrications trat ebenfalls nicht mehr an. Daraufhin wechselte Brett Lunger zu Ensign Racing, um dort Harald Ertl zu ersetzen. Das Wolf-Team meldete erstmals in seiner Geschichte als Werksteam einen zweiten Wagen, mit dem Bobby Rahal sein Grand-Prix-Debüt bestreiten durfte.
Nelson Piquet, der einen Werksfahrervertrag bei Brabham für die folgende Saison unterschrieben hatte, war an diesem Wochenende bereits als dritter Fahrer neben Niki Lauda und John Watson vorgesehen. Es stand jedoch nicht rechtzeitig ein dritter Rennwagen zur Verfügung.
McLaren Racing trat zu den beiden finalen Überseerennen der Saison ausnahmsweise mit Löwenbräu als Hauptsponsor an.

### Training
Aufgrund von ausnahmsweise nur 27 Bewerbern für 26 Startplätze konnte auf die inzwischen fast obligatorische Vorqualifikation verzichtet werden.
Der neue Weltmeister Andretti erreichte seine achte Pole-Position der Saison mit einer um mehr als einer Sekunde schnelleren Rundenzeit als der Zweitplatzierte Carlos Reutemann. Dessen Ferrari-Teamkollege Gilles Villeneuve folgte neben dem aufstrebenden Williams-Piloten Alan Jones auf dem vierten Startplatz. Die dritte Startreihe bildeten die WM-Kontrahenten der Saison 1976, Lauda und Hunt, vor Watson und Jarier. Die fünfte Reihe setzte sich aus den Schwagern Jean-Pierre Jabouille und Jacques Laffite zusammen.

### Rennen
Aufgrund eines Unfalls im Warm-up, bei dem sein Einsatzwagen beschädigt wurde, ging Andretti mit dem für Jarier vorgesehenen Wagen ins Rennen. Der Franzose musste daraufhin mit einem Ersatzchassis vorliebnehmen.
Andretti ging von der Pole aus in Führung vor Reutemann, Villeneuve, Jones und Jarier. Ausnahmsweise hatten beide Lotus-Piloten Probleme mit ihren Fahrzeugen, sodass Andretti während der ersten Runden hinter Reutemann und Villeneuve zurückfiel, und Jarier hinter Hunt, Watson und Depailler.
Jones zeigte sich in guter Verfassung und übernahm in der 21. Runde den dritten Platz von Andretti. Als Villeneuve kurz darauf wegen eines Motorschadens ausfiel, nahm der Australier den zweiten Rang ein.
Nachdem Andretti und Lauda aufgrund technischer Probleme ausgeschieden waren, lag Jabouille im bislang wenig erfolgreichen turbogetriebenen Renault auf einem vielversprechenden dritten Platz. Bremsprobleme warfen ihn jedoch kurz vor dem Ende des Rennens zunächst auf den fünften Platz zurück. Durch Jariers Ausfall aufgrund von Kraftstoffmangel vier Runden vor Schluss wurde er letztendlich Vierter hinter Reutemann, Jones und Scheckter, was das beste Resultat und die ersten WM-Punkte für Renault und somit für ein Turbofahrzeug in der Formel 1 bedeutete. Emerson Fittipaldi und Patrick Tambay erhielten die letzten WM-Punkte des Tages.

## Meldeliste
| Team                            | Nr. | Fahrer                | Chassis        | Motor                     | Reifen |
| ------------------------------- | --- | --------------------- | -------------- | ------------------------- | ------ |
| Parmalat Racing Team            | 01  | Niki Lauda            | Brabham BT46   | Alfa Romeo 115-12 3.0 F12 | G      |
| Parmalat Racing Team            | 02  | John Watson           | Brabham BT46   | Alfa Romeo 115-12 3.0 F12 | G      |
| Elf Team Tyrrell                | 03  | Didier Pironi         | Tyrrell 008    | Ford Cosworth DFV 3.0 V8  | G      |
| Elf Team Tyrrell                | 04  | Patrick Depailler     | Tyrrell 008    | Ford Cosworth DFV 3.0 V8  | G      |
| John Player Team Lotus          | 05  | Mario Andretti        | Lotus 79       | Ford Cosworth DFV 3.0 V8  | G      |
| John Player Team Lotus          | 55  | Jean-Pierre Jarier    | Lotus 79       | Ford Cosworth DFV 3.0 V8  | G      |
| Löwenbräu Team McLaren          | 07  | James Hunt            | McLaren M26    | Ford Cosworth DFV 3.0 V8  | G      |
| Löwenbräu Team McLaren          | 08  | Patrick Tambay        | McLaren M26    | Ford Cosworth DFV 3.0 V8  | G      |
| F&S Properties/ATS Racing Team  | 09  | Michael Bleekemolen   | ATS HS1        | Ford Cosworth DFV 3.0 V8  | G      |
| ATS Racing Team                 | 10  | Keke Rosberg          | ATS D1         | Ford Cosworth DFV 3.0 V8  | G      |
| Scuderia Ferrari SpA SEFAC      | 11  | Carlos Reutemann      | Ferrari 312T3  | Ferrari 015 3.0 F12       | M      |
| Scuderia Ferrari SpA SEFAC      | 12  | Gilles Villeneuve     | Ferrari 312T3  | Ferrari 015 3.0 F12       | M      |
| Fittipaldi Automotive           | 14  | Emerson Fittipaldi    | Fittipaldi F5A | Ford Cosworth DFV 3.0 V8  | G      |
| Équipe Renault Elf              | 15  | Jean-Pierre Jabouille | Renault RS01   | Renault EF1 1.5 V6t       | M      |
| Shadow Racing Team              | 16  | Hans-Joachim Stuck    | Shadow DN9     | Ford Cosworth DFV 3.0 V8  | G      |
| Shadow Racing Team              | 17  | Clay Regazzoni        | Shadow DN9     | Ford Cosworth DFV 3.0 V8  | G      |
| Team Surtees                    | 18  | René Arnoux           | Surtees TS20   | Ford Cosworth DFV 3.0 V8  | G      |
| Team Surtees                    | 19  | Beppe Gabbiani        | Surtees TS20   | Ford Cosworth DFV 3.0 V8  | G      |
| Walter Wolf Racing              | 20  | Jody Scheckter        | Wolf WR6       | Ford Cosworth DFV 3.0 V8  | G      |
| Walter Wolf Racing              | 21  | Bobby Rahal           | Wolf WR5       | Ford Cosworth DFV 3.0 V8  | G      |
| Team Tissot Ensign              | 22  | Derek Daly            | Ensign N177    | Ford Cosworth DFV 3.0 V8  | G      |
| Team Tissot Ensign              | 23  | Brett Lunger          | Ensign N177    | Ford Cosworth DFV 3.0 V8  | G      |
| Team Rebaque                    | 25  | Héctor Rebaque        | Lotus 78       | Ford Cosworth DFV 3.0 V8  | G      |
| Ligier Gitanes                  | 26  | Jacques Laffite       | Ligier JS9     | Matra MS78 3.0 V12        | G      |
| Williams Grand Prix Engineering | 27  | Alan Jones            | Williams FW06  | Ford Cosworth DFV 3.0 V8  | G      |
| Arrows Racing Team              | 36  | Rolf Stommelen        | Arrows A1      | Ford Cosworth DFV 3.0 V8  | G      |
| Team Merzario                   | 37  | Arturo Merzario       | Merzario A1    | Ford Cosworth DFV 3.0 V8  | G      |

## Klassifikationen

### Startaufstellung
| Pos. | Fahrer                | Konstrukteur       | Zeit     | Ø-Geschwindigkeit | Start |
| ---- | --------------------- | ------------------ | -------- | ----------------- | ----- |
| 01   | Mario Andretti        | Lotus-Ford         | 1:38,114 | 199,421 km/h      | 01    |
| 02   | Carlos Reutemann      | Ferrari            | 1:39,179 | 197,280 km/h      | 02    |
| 03   | Alan Jones            | Williams-Ford      | 1:39,742 | 196,166 km/h      | 03    |
| 04   | Gilles Villeneuve     | Ferrari            | 1:39,820 | 196,013 km/h      | 04    |
| 05   | Niki Lauda            | Brabham-Alfa Romeo | 1:39,892 | 195,872 km/h      | 05    |
| 06   | James Hunt            | McLaren-Ford       | 1:39,991 | 195,678 km/h      | 06    |
| 07   | John Watson           | Brabham-Alfa Romeo | 1:40,000 | 195,660 km/h      | 07    |
| 08   | Jean-Pierre Jarier    | Lotus-Ford         | 1:40,034 | 195,593 km/h      | 08    |
| 09   | Jean-Pierre Jabouille | Renault            | 1:40,136 | 195,394 km/h      | 09    |
| 10   | Jacques Laffite       | Ligier-Matra       | 1:40,228 | 195,215 km/h      | 10    |
| 11   | Jody Scheckter        | Wolf-Ford          | 1:40,762 | 194,180 km/h      | 11    |
| 12   | Patrick Depailler     | Tyrrell-Ford       | 1:40,828 | 194,053 km/h      | 12    |
| 13   | Emerson Fittipaldi    | Fittipaldi-Ford    | 1:41,007 | 193,709 km/h      | 13    |
| 14   | Hans-Joachim Stuck    | Shadow-Ford        | 1:41,681 | 192,425 km/h      | 14    |
| 15   | Keke Rosberg          | ATS-Ford           | 1:41,773 | 192,251 km/h      | 15    |
| 16   | Didier Pironi         | Tyrrell-Ford       | 1:41,815 | 192,172 km/h      | 16    |
| 17   | Clay Regazzoni        | Shadow-Ford        | 1:41,855 | 192,097 km/h      | 17    |
| 18   | Patrick Tambay        | McLaren-Ford       | 1:41,974 | 191,872 km/h      | 18    |
| 19   | Derek Daly            | Ensign-Ford        | 1:42,179 | 191,487 km/h      | 19    |
| 20   | Bobby Rahal           | Wolf-Ford          | 1:42,429 | 191,020 km/h      | 20    |
| 21   | René Arnoux           | Surtees-Ford       | 1:42,541 | 190,811 km/h      | 21    |
| 22   | Rolf Stommelen        | Arrows-Ford        | 1:42,741 | 190,440 km/h      | 22    |
| 23   | Héctor Rebaque        | Lotus-Ford         | 1:43,028 | 189,910 km/h      | 23    |
| 24   | Brett Lunger          | Ensign-Ford        | 1:43,067 | 189,838 km/h      | 24    |
| 25   | Michael Bleekemolen   | ATS-Ford           | 1:43,572 | 188,912 km/h      | 25    |
| 26   | Arturo Merzario       | Merzario-Ford      | 1:44,286 | 187,619 km/h      | 26    |
| DNQ  | Beppe Gabbiani        | Surtees-Ford       | 1:45,155 | 186,068 km/h      | –     |

### Rennen
| Pos. | Fahrer                | Konstrukteur       | Runden | Stopps | Zeit        | Start | Schnellste Runde |
| ---- | --------------------- | ------------------ | ------ | ------ | ----------- | ----- | ---------------- |
| 01   | Carlos Reutemann      | Ferrari            | 59     | 0      | 1:40:48,800 | 02    | 1:41,426         |
| 02   | Alan Jones            | Williams-Ford      | 59     | 0      | + 19,739    | 03    | 1:41,293         |
| 03   | Jody Scheckter        | Wolf-Ford          | 59     | 0      | + 45,701    | 11    | 1:41,412         |
| 04   | Jean-Pierre Jabouille | Renault            | 59     | 0      | + 1:25,007  | 09    | 1:41,421         |
| 05   | Emerson Fittipaldi    | Fittipaldi-Ford    | 59     | 0      | + 1:28,089  | 13    | 1:41,703         |
| 06   | Patrick Tambay        | McLaren-Ford       | 59     | 0      | + 1:50,210  | 18    | 1:41,870         |
| 07   | James Hunt            | McLaren-Ford       | 58     | 0      | + 1 Runde   | 06    | 1:41,477         |
| 08   | Derek Daly            | Ensign-Ford        | 58     | 0      | + 1 Runde   | 19    | 1:42,303         |
| 09   | René Arnoux           | Surtees-Ford       | 58     | 0      | + 1 Runde   | 21    | 1:42,294         |
| 10   | Didier Pironi         | Tyrrell-Ford       | 58     | 0      | + 1 Runde   | 16    | 1:42,686         |
| 11   | Jacques Laffite       | Ligier-Matra       | 58     | 0      | + 1 Runde   | 10    | 1:41,047         |
| 12   | Bobby Rahal           | Wolf-Ford          | 58     | 0      | + 1 Runde   | 20    | 1:43,983         |
| 13   | Brett Lunger          | Ensign-Ford        | 58     | 0      | + 1 Runde   | 24    | 1:43,944         |
| 14   | Clay Regazzoni        | Shadow-Ford        | 56     | 0      | + 3 Runden  | 17    | 1:42,739         |
| 15   | Jean-Pierre Jarier    | Lotus-Ford         | 55     | 1      | DNF         | 08    | 1:39,557 (55.)   |
| 16   | Rolf Stommelen        | Arrows-Ford        | 54     | 0      | + 5 Runden  | 22    | 1:45,309         |
| –    | Arturo Merzario       | Merzario-Ford      | 46     | 0      | DNF         | 26    | 1:45,206         |
| –    | Michael Bleekemolen   | ATS-Ford           | 43     | 0      | DNF         | 25    | 1:45,097         |
| –    | Niki Lauda            | Brabham-Alfa Romeo | 28     | 0      | DNF         | 05    | 1:42,460         |
| –    | Mario Andretti        | Lotus-Ford         | 27     | 0      | DNF         | 01    | 1:43,006         |
| –    | John Watson           | Brabham-Alfa Romeo | 25     | 0      | DNF         | 07    | 1:42,736         |
| –    | Patrick Depailler     | Tyrrell-Ford       | 23     | 0      | DNF         | 12    | 1:42,911         |
| –    | Gilles Villeneuve     | Ferrari            | 22     | 0      | DNF         | 04    | 1:41,404         |
| –    | Keke Rosberg          | ATS-Ford           | 21     | 0      | DNF         | 15    | 1:43,629         |
| –    | Hans-Joachim Stuck    | Shadow-Ford        | 1      | 0      | DNF         | 14    | 2:27,746         |
| –    | Héctor Rebaque        | Lotus-Ford         | 0      | 0      | DNF         | 23    | –                |

## WM-Stände nach dem Rennen
Die ersten sechs des Rennens bekamen 9, 6, 4, 3, 2 bzw. 1 Punkt(e). Es zählten nur die besten sieben Ergebnisse aus den ersten acht Rennen und die besten sieben Ergebnisse aus den letzten acht Rennen. In der Konstrukteurswertung zählte nur das Ergebnis des bestplatzierten Fahrers eines Teams.

### Fahrerwertung
| Pos. | Fahrer                | Konstrukteur       | Punkte |
| ---- | --------------------- | ------------------ | ------ |
| 01   | Mario Andretti        | Lotus-Ford         | 64     |
| 02   | Ronnie Peterson †     | Lotus-Ford         | 51     |
| 03   | Carlos Reutemann      | Ferrari            | 44     |
| 04   | Niki Lauda            | Brabham-Alfa Romeo | 44     |
| 05   | Patrick Depailler     | Tyrrell-Ford       | 32     |
| 06   | John Watson           | Brabham-Alfa Romeo | 25     |
| 07   | Jacques Laffite       | Ligier-Matra       | 19     |
| 08   | Jody Scheckter        | Wolf-Ford          | 18     |
| 09   | Emerson Fittipaldi    | Fittipaldi-Ford    | 17     |
| 10   | Alan Jones            | Williams-Ford      | 11     |
| 11   | James Hunt            | McLaren-Ford       | 8      |
| 12   | Riccardo Patrese      | Arrows-Ford        | 8      |
| 13   | Gilles Villeneuve     | Ferrari            | 8      |
| 14   | Patrick Tambay        | McLaren-Ford       | 8      |
| 15   | Didier Pironi         | Tyrrell-Ford       | 7      |
| 16   | Clay Regazzoni        | Shadow-Ford        | 4      |
| 17   | Jean-Pierre Jabouille | Renault            | 3      |
| 18   | Hans-Joachim Stuck    | Shadow-Ford        | 2      |
| 19   | Vittorio Brambilla    | Surtees-Ford       | 1      |

| Pos. | Fahrer              | Konstrukteur                         | Punkte |
| ---- | ------------------- | ------------------------------------ | ------ |
| 20   | Héctor Rebaque      | Lotus-Ford                           | 1      |
| 21   | Brett Lunger        | McLaren-Ford / Ensign-Ford           | 0      |
| 22   | Bruno Giacomelli    | McLaren-Ford                         | 0      |
| 23   | Jochen Mass         | ATS-Ford                             | 0      |
| 24   | Derek Daly          | Ensign-Ford                          | 0      |
| 25   | Jean-Pierre Jarier  | ATS-Ford / Lotus-Ford                | 0      |
| 26   | René Arnoux         | Martini-Ford / Surtees-Ford          | 0      |
| 27   | Rolf Stommelen      | Arrows-Ford / Ensign-Ford            | 0      |
| 28   | Nelson Piquet       | Ensign-Ford / McLaren-Ford           | 0      |
| 29   | Keke Rosberg        | Theodore-Ford / ATS-Ford / Wolf-Ford | 0      |
| 30   | Rupert Keegan       | Surtees-Ford                         | 0      |
| 31   | Harald Ertl         | Ensign-Ford                          | 0      |
| 32   | Jacky Ickx          | Ensign-Ford                          | 0      |
| 33   | Bobby Rahal         | Wolf-Ford                            | 0      |
| –    | Arturo Merzario     | Merzario-Ford                        | 0      |
| –    | Danny Ongais        | Ensign-Ford                          | 0      |
| –    | Lamberto Leoni      | Ensign-Ford                          | 0      |
| –    | Eddie Cheever       | Hesketh-Ford                         | 0      |
| –    | Michael Bleekemolen | ATS-Ford                             | 0      |

### Konstrukteurswertung
| Pos. | Konstrukteur       | Punkte |
| ---- | ------------------ | ------ |
| 01   | Lotus-Ford         | 86     |
| 02   | Brabham-Alfa Romeo | 53     |
| 03   | Ferrari            | 49     |
| 04   | Tyrrell-Ford       | 36     |
| 05   | Ligier-Matra       | 19     |
| 06   | Wolf-Ford          | 18     |
| 07   | Fittipaldi-Ford    | 17     |
| 08   | McLaren-Ford       | 15     |
| 09   | Williams-Ford      | 11     |
| 10   | Arrows-Ford        | 8      |

| Pos. | Konstrukteur  | Punkte |
| ---- | ------------- | ------ |
| 11   | Shadow-Ford   | 6      |
| 12   | Renault       | 3      |
| 13   | Surtees-Ford  | 1      |
| 14   | ATS-Ford      | 0      |
| 15   | Martini-Ford  | 0      |
| 16   | Ensign-Ford   | 0      |
| 17   | Theodore-Ford | 0      |
| –    | Merzario-Ford | 0      |
| –    | Hesketh-Ford  | 0      |